# カーソン (カリフォルニア州)
カーソン（英: Carson ）は、アメリカ合衆国カリフォルニア州ロサンゼルス郡の都市。人口は9万5558人（2020年）。ロサンゼルスの中心街から21㎞南に位置しており、ロサンゼルス国際空港からは約22㎞離れている。市が法人化されたのは1968年2月20日で、ロサンゼルス都市圏のサウス・ベイ地域では最も新しい自治体である。

## 歴史
1900年代初頭の油田の発見を契機として発展した街である。ユノカルとシェルが開発を先導し、最盛期には350基の油井が稼働していた。1960年以降はベッドタウン化が進行したため、石油生産に伴う大気汚染、水質汚染が問題視されるようになり、石油産業は縮小した。しかし、今日でも石油関連施設が市域の約半分を占めている。

## 地理
市は北でウェストランチョドミンゲス、北東でコンプトン、東でロングビーチ、南でロサンゼルスのウィルミントン地区、西でウェストカーソンとロサンゼルス市のハーバーゲートウェイ地区とそれぞれ接している。

## 教育

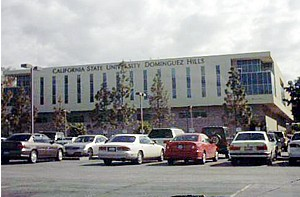
カリフォルニア州立大学ドミンゲス校

カーソンにはカリフォルニア州立大学ドミンゲス校のキャンパスがある。学生の大半が自宅通学生であり、近隣のロングビーチ、ガーデナ、コンプトンからのアフリカ系アメリカ人の通学生が多い。
大学は1965年のワッツ暴動で、ロサンゼルス南部の郊外で黒人が教育を受ける機会が著しく不足しているとの抗議の声に応える形で設置された。現在は、アメリカで人種的な多様性が最も高いキャンパスとなっている。
人口が爆発的に増加した1960年代半ば以前は、大学はパロスバーデスの近くにあった。1965年に、市は大学の移転先として選ばれた。なお、他の移転先の候補としてはフレンドシップ・パーク、フォートマッカーサー、トーランスなどがあった。
市の大半はロサンゼルス統一学区に、一部はコンプトン統一学区に属している。ロサンゼルス統一学区は以下にあげる市内の学校を管轄している。
- カーソン高校
- ニュー・ミレニアム中等学校
- アンドリュー・カーネギー中学校
- ステファン・M・ホワイト中学校
- カーティス中学校
- 232番プレイス小学校
- キャッツキル小学校
- カーソン・ストリート小学校
- デル・アモ小学校
- ドローレス小学校
- ドミンゲス小学校
- ブロードエーカーズ小学校
- リープウッド・アベニュー小学校
- アナリー・アベニュー小学校
- アンブラー・アベニュー小学校
- タウン・アベニュー小学校
- キャロルデール・ラーニング・コミュニティ

高校は、市内のカーソン高校のほか、ロングビーチのランチョ・ドミンゲス・プレパラトリースクール、ロサンゼルスのウィルミントン地区のバニング高校にも通うことができる
。
市内にはカリフォルニア数学＆科学アカデミーがあるが、実際にはロングビーチ統一学区内にある。アカデミーはロングビーチ統一学区、コンプトン統一学区、ロサンゼルス統一学区（カーソン市内も含む）、また他の学区からの住民も受け入れている。

## スポーツ
市内にはデビッド・ベッカムが所属していたロサンゼルス・ギャラクシーが本拠地としており、サッカーアメリカ合衆国代表の試合会場としても使用されるスタブハブ・センターがある。女子サッカークラブのロサンゼルス・ソル（2010年に解散）、2014年に加地亮が移籍したクラブ・デポルティボ・チーヴァス・USA（2014年に解散）もかつて本拠地としていた。
テニススタジアムや陸上競技施設も併設されており、JPモルガン/チェース・テニストーナメントを毎年開催している。スタジアムは2003年に、カリフォルニア州立大学ドミンゲス校の隣に建設された。ADTイベント・センターと名付けられた自転車競技場もあり、常設された屋内自転車競技場としてはアメリカ唯一である。
| クラブ                     | リーグ     | 本拠地               | 創設年 | 優勝 |
| -------------------------- | ---------- | -------------------- | ------ | ---- |
| ロサンゼルス・ギャラクシー | MLS Soccer | スタブハブ・センター | 1995   | 4    |

## 経済
市の包括的年間財務報告書2011年版によれば、市内の雇用主トップ10は以下の通りである。
| 順位 | 雇用主                                 | 従業員数 |
| ---- | -------------------------------------- | -------- |
| 1    | BPウェスト・コースト                   | 1,211    |
| 2    | レイクショア・ラーニング・マテリアルズ | 887      |
| 3    | ノースロップ・グラマン                 | 796      |
| 4    | ゴールデン・ホイール                   | 488      |
| 5    | シーズ・キャンディーズ                 | 409      |
| 6    | レイナー・ヘルスプロダクツ             | 392      |
| 7    | ジェネラル・ミルズ                     | 362      |
| 8    | ペプシ・ビバレッジ                     | 352      |
| 9    | モノグラム・システムズ                 | 345      |
| 10   | AT&T カリフォルニア                    | 388      |

他にはブリストル・ファームズ、ダコマンなどがカーソンに本社を置いている。

## 統計
以下は2010年国勢調査による人口統計データである 。
| 基礎データ - 人口: 91,714人 - 世帯数: 25,432 世帯 - 家族数: 20,726 家族 - 人口密度: 1,866.9人/km2（4,835.2人/mi2） - 住居数: 26,226 軒 - 住居密度: 533.8軒/km2（1,382.6 軒/mi2） - 持家: 76.8% - 賃貸: 23.2% - 空家 - 持家: 1.3% - 賃貸: 3.7% - 住人 - 持家: 75.2% - 賃貸: 23.4% 人種別人口構成 - 白人: 23.8%（ヒスパニックを除くと7.7％） - アフリカン・アメリカン: 23.8% - ネイティブ・アメリカン: 0.6% - アジア人: 25.6% - フィリピン系: 20.9％ - 日系: 0.8％ - 韓国系: 0.5％ - 中国系: 0.4％ - ベトナム系: 0.4％ - インド系: 0.4％ - カンボジア系: 0.2％ - パキスタン系: 0.1％ - タイ系: 0.1％ - 太平洋諸島系: 2.6% - サモア系: 2.2% - グアム系: 0.2% - ハワイ先住民系: 0.1% - その他の人種: 18.7% - 混血: 4.8% - ヒスパニック・ラテン系: 38.6% - メキシコ系: 32.6% - エルサルバドル系: 1.1% - グアテマラ系: 1.0% - プエルトリコ系: 0.6% - キューバ系: 0.3% - ホンジュラス系: 0.2% - ペルー系: 0.2% - エクアドル系: 0.2% | 年齢別人口構成 - 20歳未満: 24.0% - 18-24歳: 10.9% - 25-44歳: 25.2% - 45-64歳: 26.2% - 65歳以上: 13.8% - 年齢の中央値: 37.6歳 - 性比（女性100人あたり男性の人口） - 総人口: 91.9 - 18歳以上: 88.5 世帯と家族（対世帯数） - 18歳未満の子供がいる: 43.2% - 結婚・同居している夫婦: 55.7% - 未婚・離婚・死別女性が世帯主: 18.8% - 未婚・離婚・死別男性が世帯主: 6.9% - 単身世帯: 14.8% - 65歳以上の老人1人暮らし: 7.0% - 平均構成人数 - 世帯: 3.56人 - 家族: 3.90人 - 集団生活者人口: 0.1% - 施設収容者人口: 1.3% 収入と家計 - 収入の中央値（世帯）: 71,653 米ドル - 貧困線以下の人口: 8.5% |

## 行政

### 地方行政
市の包括的年間財務報告書によると、市の歳入は9630万ドル、歳出は8180万ドル、総資産は2億8310万ドル、総債務額は1億2920万ドル、現金と投資額は1億8720万ドルとなっている
。

### 州・連邦・郡議会
カーソンの消防はロサンゼルス郡消防局の運営する第10、36、105、116、127消防署によって賄われている 。救急搬送はマコーミック救急サービス第17ステーションによって提供されている。市内にはロサンゼルス郡保安局の支部がある。
カリフォルニア州議会上院では第28選挙区に属しており、民主党のテッド・リュー（劉雲平）が選出されている。下院では第55選挙区に属しており、民主党で日系4世のウォーレン・フルタニが選出されている。
連邦議会下院ではカリフォルニア第44選挙区に属しており、民主党のジャニス・ハーンが選出されている。
クック投票動向指数では民主党+32である。
アメリカ合衆国郵便公社はアバロン・ブールバード21350番地にカーソン郵便局を、アバロン・ブールバード20700番地にサウスベイ・パビリオン郵便局を運営している

。

### 公共図書館
ロサンゼルス郡立図書館は市内のカーソン地域図書館、Dr.マーティン・ルーサー・キング図書館を運営している。

## 交通

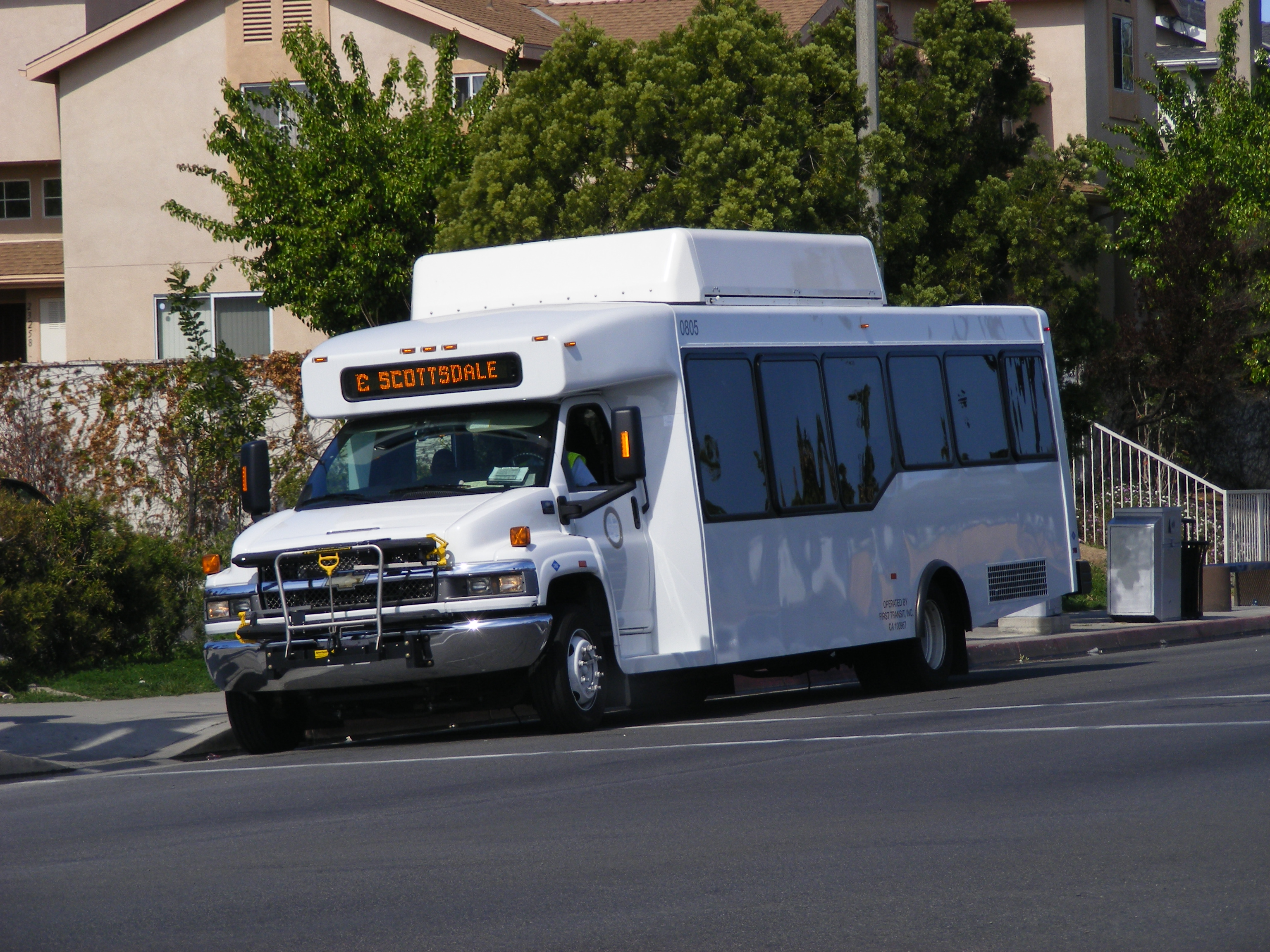
現在のカーソン・サーキットバス

市はカーソン・サーキットバスを地域コミュニティのために運営している。
他のバス路線やロサンゼルス・メトロレールのデル・アモ駅、市内とハーバーゲートウェイ・トランジットセンターを結ぶノース/サウス・シャトルに接続している。

## 以前の企業
日産自動車は以前カーソンに北米本社を置いていた。42エーカー（17ヘクタール）の敷地内には13棟の建物があり、オフィスや工場の延べ床面積は65,000m2の広さがあった。建物の一つは9階建てで、日産のロゴがデザインされていた。
ロサンゼルス・タイムズ紙のヴィンセント・ロジャーは、「ハーバー・フリーウェイとサンディエゴ・フリーウェイの交差点を通過するドライバーにとっては見慣れた風景だ」と記している。
2005年、日産はテネシーにオフィスを移そうと計画しているとの情報がリークされ、明らかとなった。2006年の夏に、北米日産の本社はテネシーへ移った。
同年、カーニー不動産会社は日産の跡地を7500万ドルを超える金額で購入した。多くの企業を収容できるように跡地は分割された。カフェテリアやフィットネスセンターなどもオフィスとして作り変えられた。日産の従業員が「ハムスター・ランズ」と呼んでいたペデストリアン・ブリッジも撤去された。
2010年までに跡地には11の企業が入り、従業員数は1,400人を数える。この人数は、日産が建物を所有していたときの従業員数よりも多い。カーニー社は土地や建物の価格は合計で100万ドルに達すると試算している。

## ショッピング
カーソン・モール（現在のサウスベイ・パビリオン）は1973年にオープンしたショッピングモールである。
アヴァロン・ブールバードのサンディエゴ・フリーウェイ（州間高速道路405号線）の出口付近にはサウスベイ・パビリオンというショッピングモールがある。シアーズ、イケア、ターゲットなどの有名店や、24アワーフィットネスなどがテナントとして入っている。
カーソン・マーケットプレイスというパワーセンター・エンターテイメント施設の建設が計画されているが、まだ実現には至っていない。かつてはスタジアムの建設も提案されており、NFLのチームの本拠地となっていた可能性もあった。
建設予定地はが以前有毒廃棄物の最終処分場となっていたため広範囲にわたって環境浄化をする必要があり、建設の遅れにつながっている。

## その他
市内にはグッドイヤーの軟式飛行船の発着基地がある。1910年、1911年にはそれぞれアメリカで最初、2番目となる航空ショーがドミンゲス・ヒルズで開催され、多くのブリンプ（軟式飛行船や）ツェッペリン（硬式飛行船）が飛び交った。
国際印刷博物館はアメリカ国内の旧式印刷機を収集した博物館で、世界でも有数の規模を誇る。

## 気候
カーソンはケッペンの気候区分で高温夏季地中海性気候（Csb）に属している。ロサンゼルス盆地の気候と似ており、太平洋に近い（10㎞～13㎞）ため夏は涼しい。夏季の降雨はほとんどないが、ステップ気候（BSh）に分類されるための条件にはわずかに満たしていない。
市は南カリフォルニアの沿岸部の大部分と同じように、晩春から初夏まで「ジューン・グルーム（June Gloom）」という現象の影響下にある。これは朝から数時間、霧や雲で空が覆われるという現象である。

## 著名な出身者・居住者
- フォレスト・ウィテカー - 俳優、映画監督・映画プロデューサー。
- レイ・ジェイ - 歌手、音楽プロデューサー、俳優。
- ブランディ - シンガーソングライター、女優。
- ゲーム (ラッパー) - ラッパー、俳優。7歳から15歳までカーソンで生活していた。
- アメージング・コング - 女子プロレスラー。
- ドクター・ドレー - 音楽プロデューサー、ラッパー、実業家、俳優。
- アブ・ソウル - ラッパー。
- ブーヤー・トライブ - サモア系アメリカ人のギャングスタラップグループ。
- アシュトン・サンダース - 俳優。

## 姉妹都市
- ラ・カルロータ
- 埼玉県草加市
- 完州郡